# Góra Mazurowa (Wyżyna Olkuska)

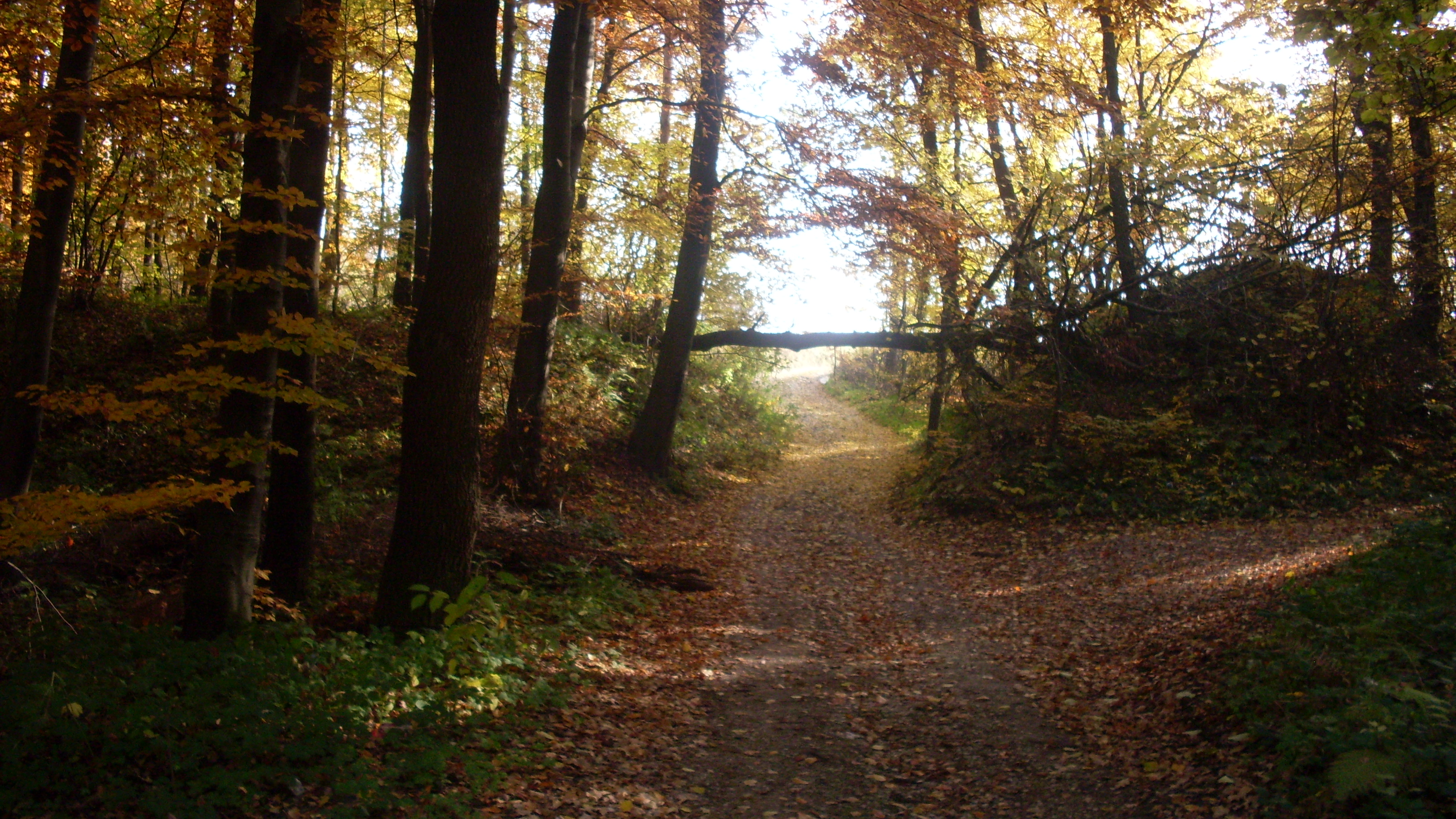
Las na wzgórzu

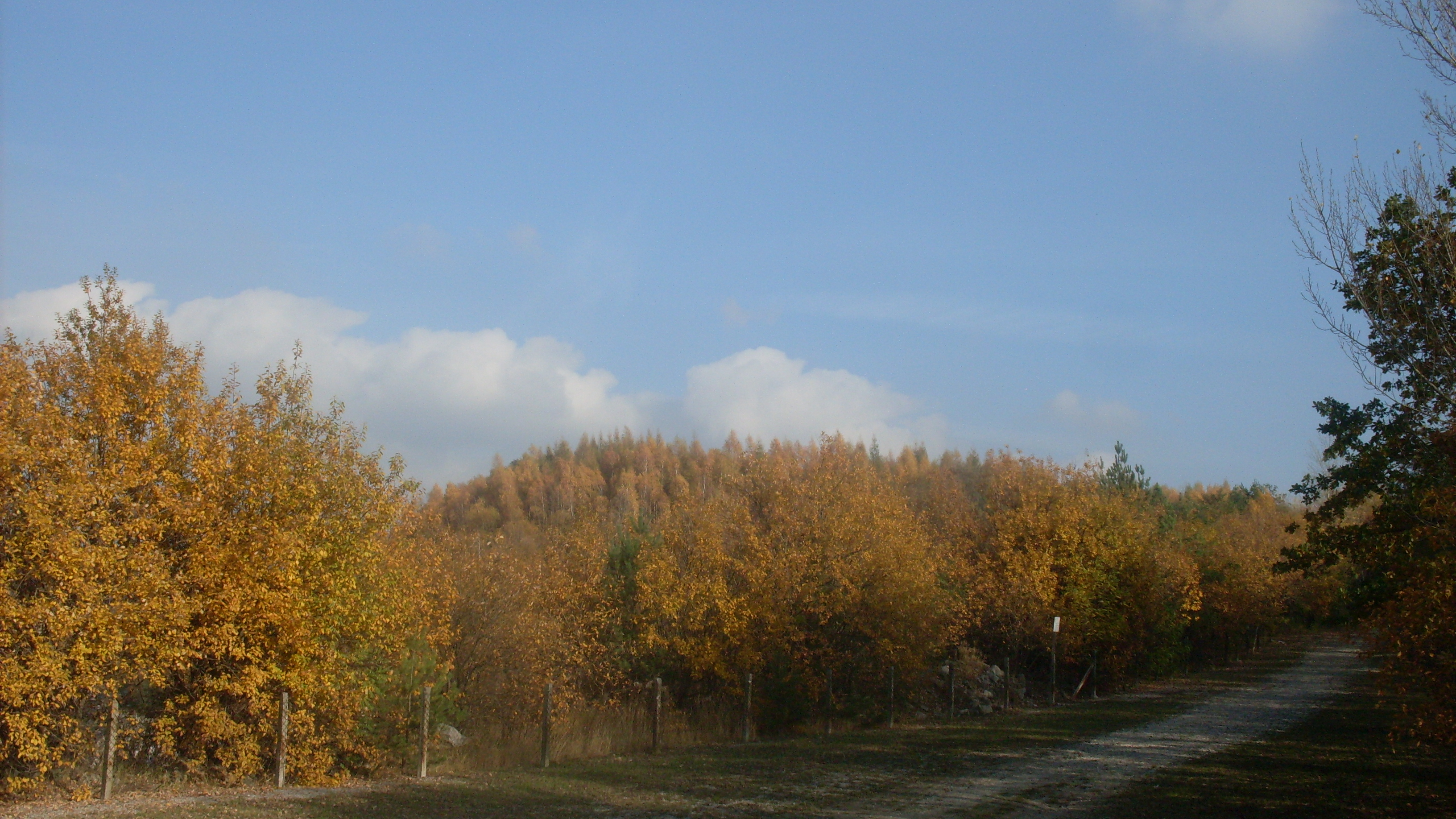
Szczyt

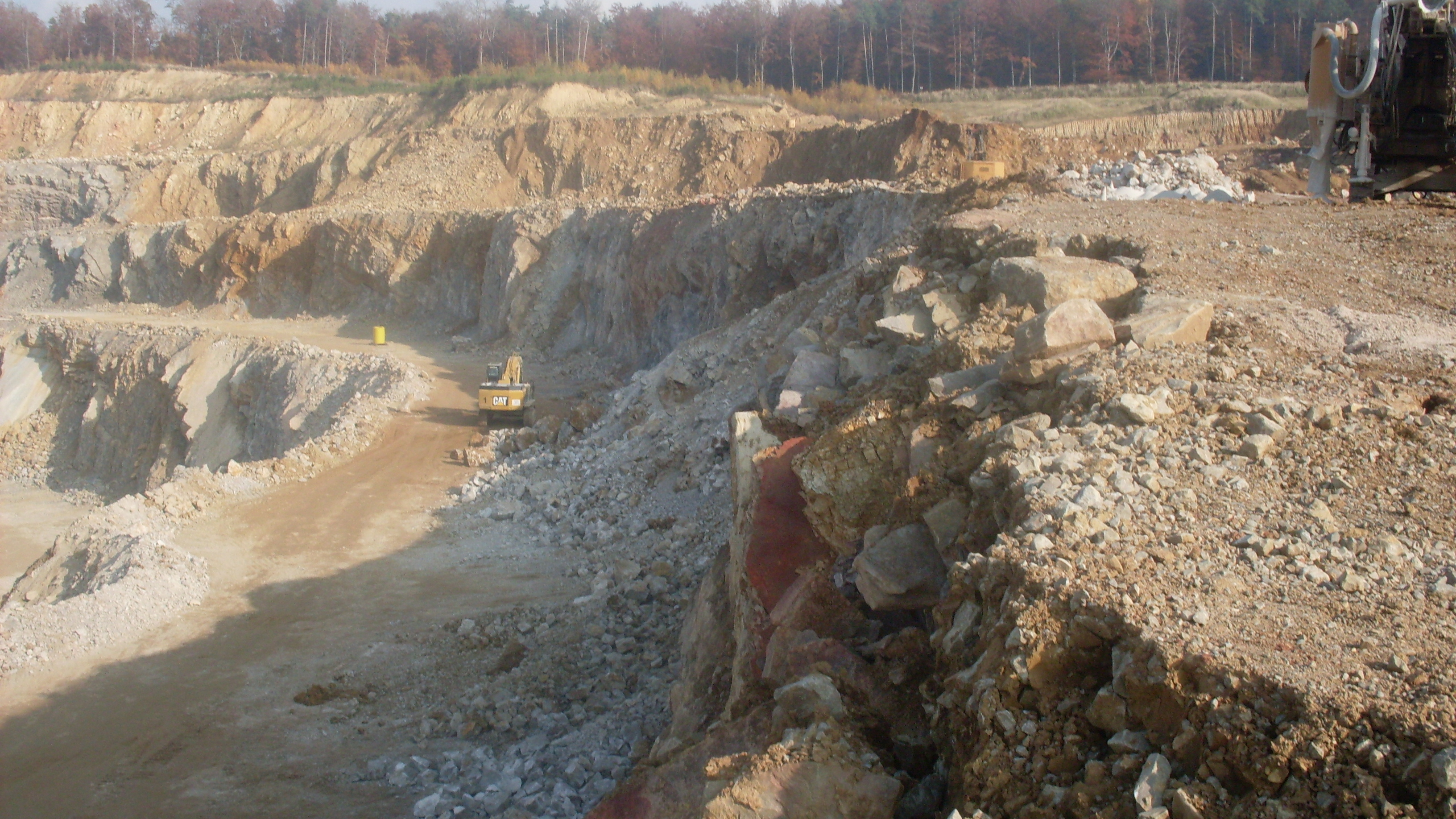
Kopalnia Wapienia Czatkowice na zboczu wzgórza

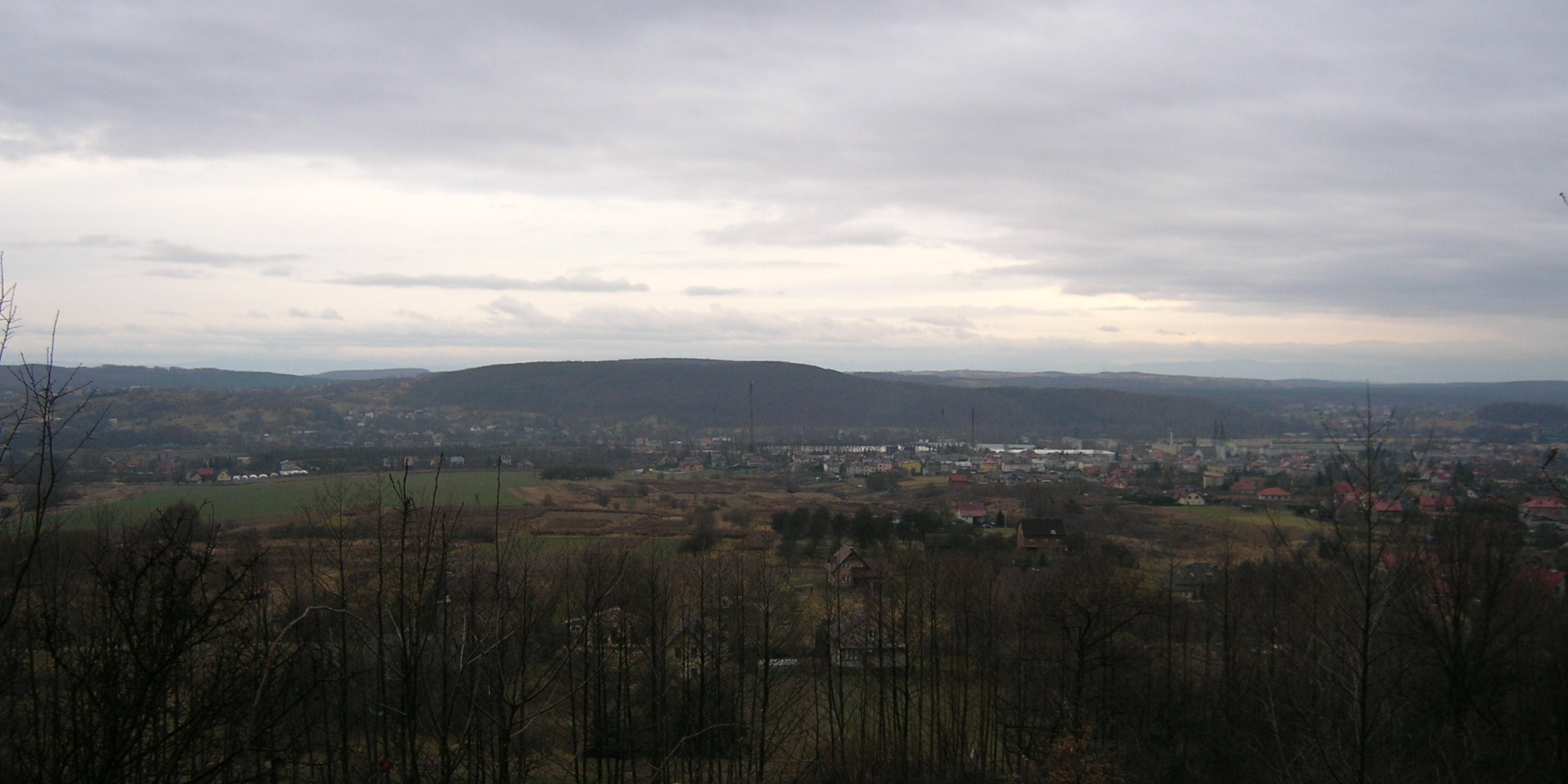
Widok z południowo-wschodniego zbocza

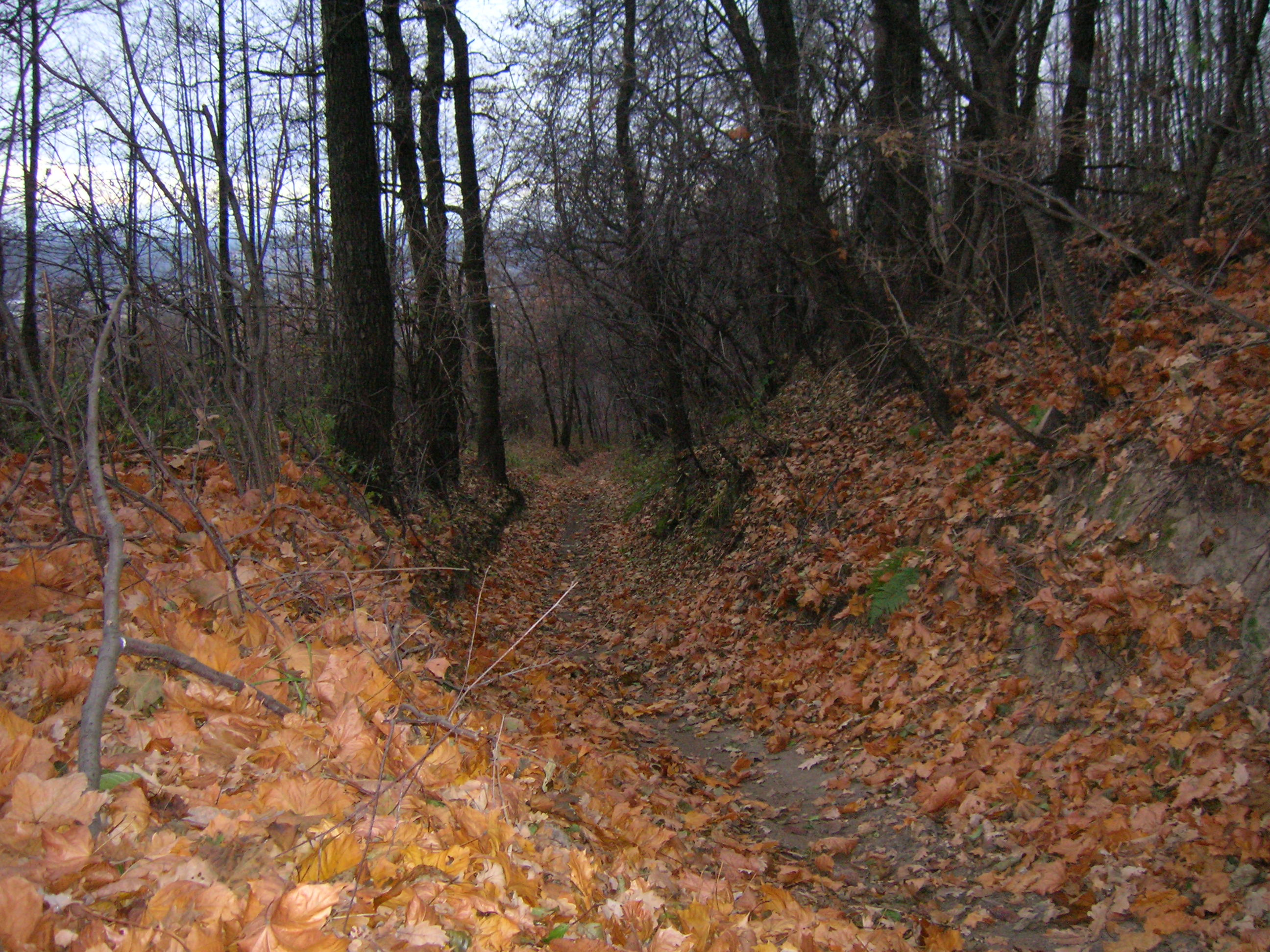
Wąwóz

Góra Mazurowa, Mazurowe Doły – wzgórze o wysokości 423 m n.p.m. Znajduje się na południowej części Wyżyny Olkuskiej, wznosi się nad krzeszowickim osiedlem Czatkowice w województwie małopolskim. Południowe zbocze opada do Rowu Krzeszowickiego. Północną część wzgórza zajmuje Kopalnia Wapienia Czatkowice.